# 圣马丹德瑞萨克
圣马丹德瑞萨克（法語：Saint-Martin-de-Jussac，法語發音：[sɛ̃ maʁtɛ̃ də ʒysak]）是法国新阿基坦大区上维埃纳省的一个市镇，属于罗什舒阿尔区。

## 地理
圣马丹德瑞萨克（45°52'37"N, 0°56'27"E）面积14.4 平方千米，位于法国新阿基坦大区上维埃纳省，该省份为法国中西部省份，北起顺时针与安德尔省、克勒兹省、科雷兹省、多爾多涅省、夏朗德省和维埃纳省接壤。
与圣马丹德瑞萨克接壤的市镇（或旧市镇、城区）包括：维埃纳河畔沙亚克、科尼亚克拉福雷、圣奥旺、维埃纳河畔圣布里斯、圣瑞尼安。
圣马丹德瑞萨克的时区为UTC+01:00、UTC+02:00（夏令时）。

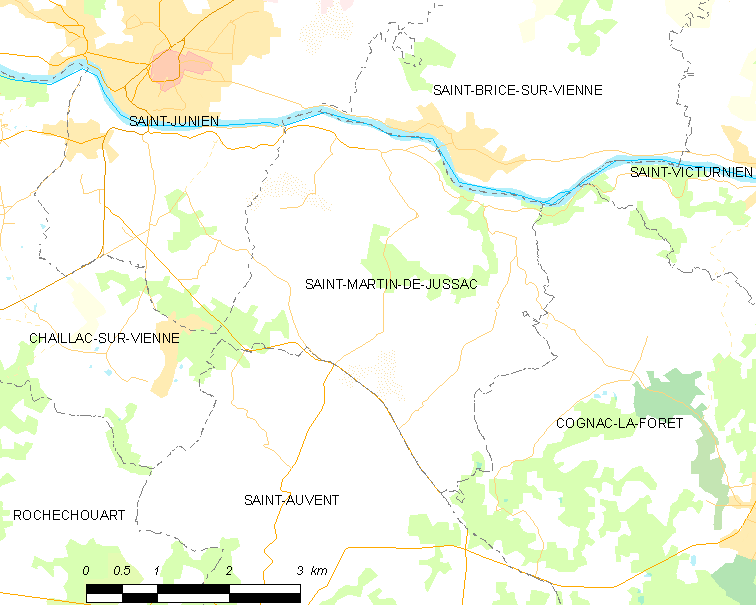
圣马丹德瑞萨克的OSM定位图

## 行政
圣马丹德瑞萨克的邮政编码为87200，INSEE市镇编码为87164。

## 政治
圣马丹德瑞萨克所属的省级选区为圣瑞尼安县。

## 人口

1962-2008年间圣马丹德瑞萨克人口变化图示

圣马丹德瑞萨克于2022年1月1日时的人口数量为567人。
圣马丹德瑞萨克人口变化图示
| 数据来源：INSEE |